# Rundblättriger Baumwürger
Der Rundblättrige Baumwürger (Celastrus orbiculatus) ist ein kletternder Strauch mit auffälligen Früchten und bemerkenswerter Herbstfärbung aus der Familie der Spindelbaumgewächse (Celastraceae). Das natürliche Verbreitungsgebiet liegt in der gemäßigten Zone Ost-Asiens. Die Art wird häufig als Zierstrauch verwendet, die Früchte werden in der traditionellen chinesischen Medizin eingesetzt.

## Beschreibung

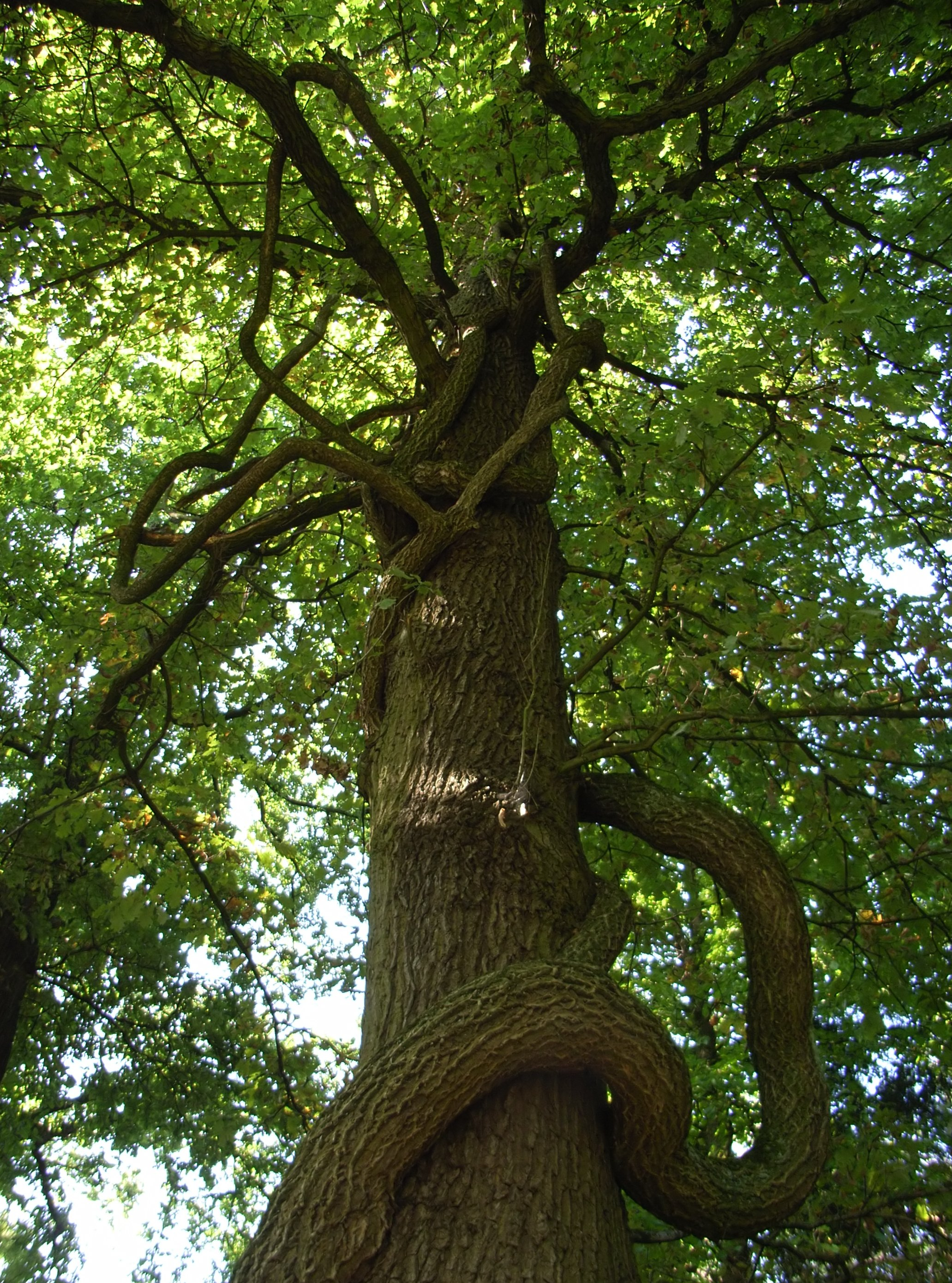
Kletterndes Wachstum der Art

Der Rundblättrige Baumwürger ist ein bis über 15 Meter hoch kletternde Liane. Die Sprossachse wird über 10 Zentimeter dick. Die Zweige sind stielrund, kahl und braun bis graubraun mit wenigen und unauffälligen Korkporen. Das Mark ist voll und weiß. Die achselständigen Knospen sind 1 bis 3 Millimeter lang, eiförmig bis elliptisch. 
Die wechselständigen, einfachen Laubblätter haben einen dünnen, 1 bis 2 Zentimeter langen Stiel. Die Blattspreite ist 5 bis 13 Zentimeter lang und 3 bis 9 Zentimeter breit, meist breit-eiförmig bis verkehrt-eiförmig, seltener rundlich oder elliptisch, mit bespitzter bis zugespitzter Blattspitze, keilförmiger bis spitzer oder abgerundeter Basis und gesägtem bis gekerbtem Rand. Es werden drei bis fünf Nervenpaare gebildet. Beide Seiten sind blassgrün, die Blattoberseite ist kahl, die Unterseite kahl oder entlang der Blattadern spärlich behaart. Es sind minimale und fadenförmige, gebüschelte Nebenblätter vorhanden.

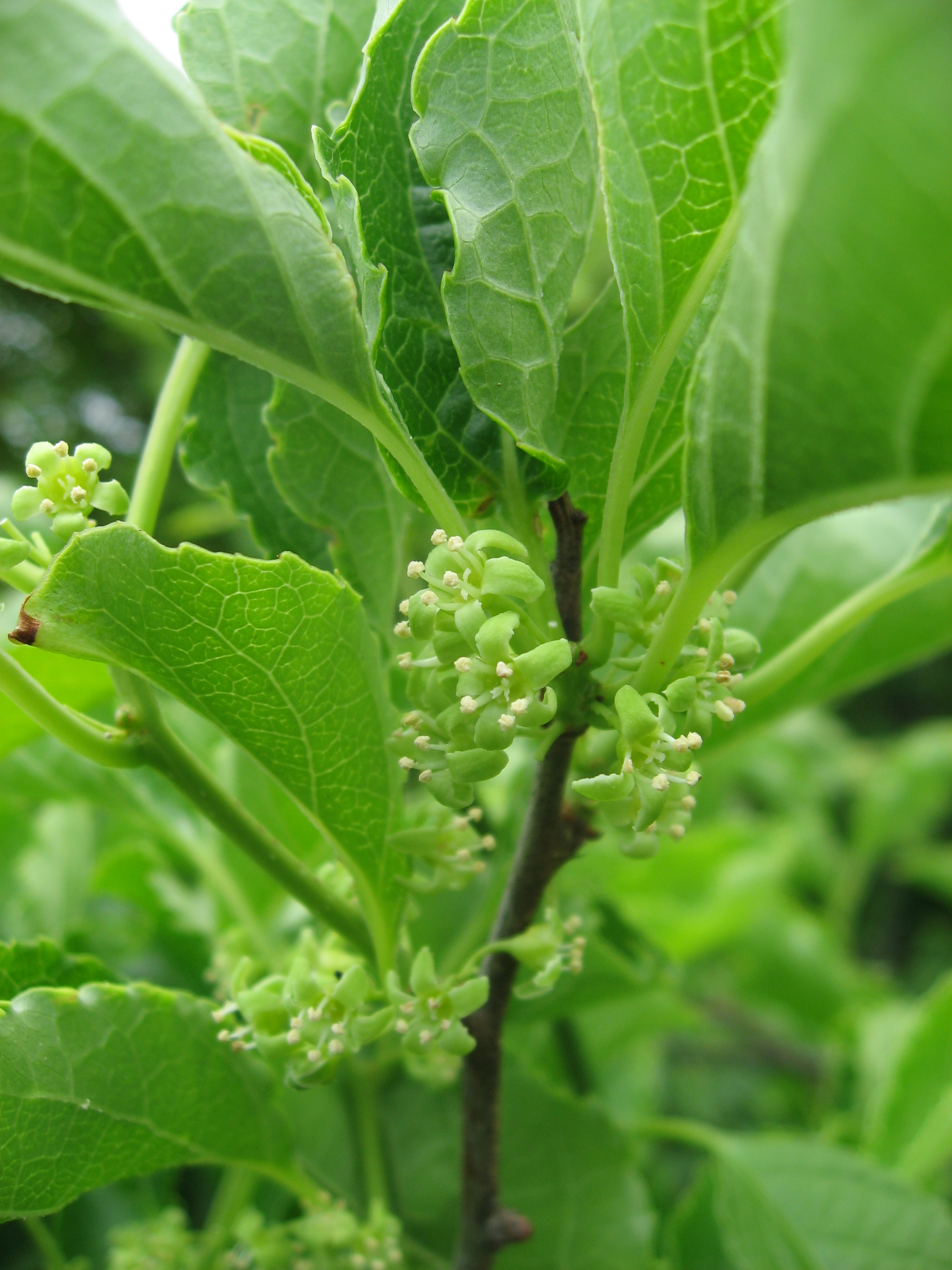
Blätter und Blütenstände

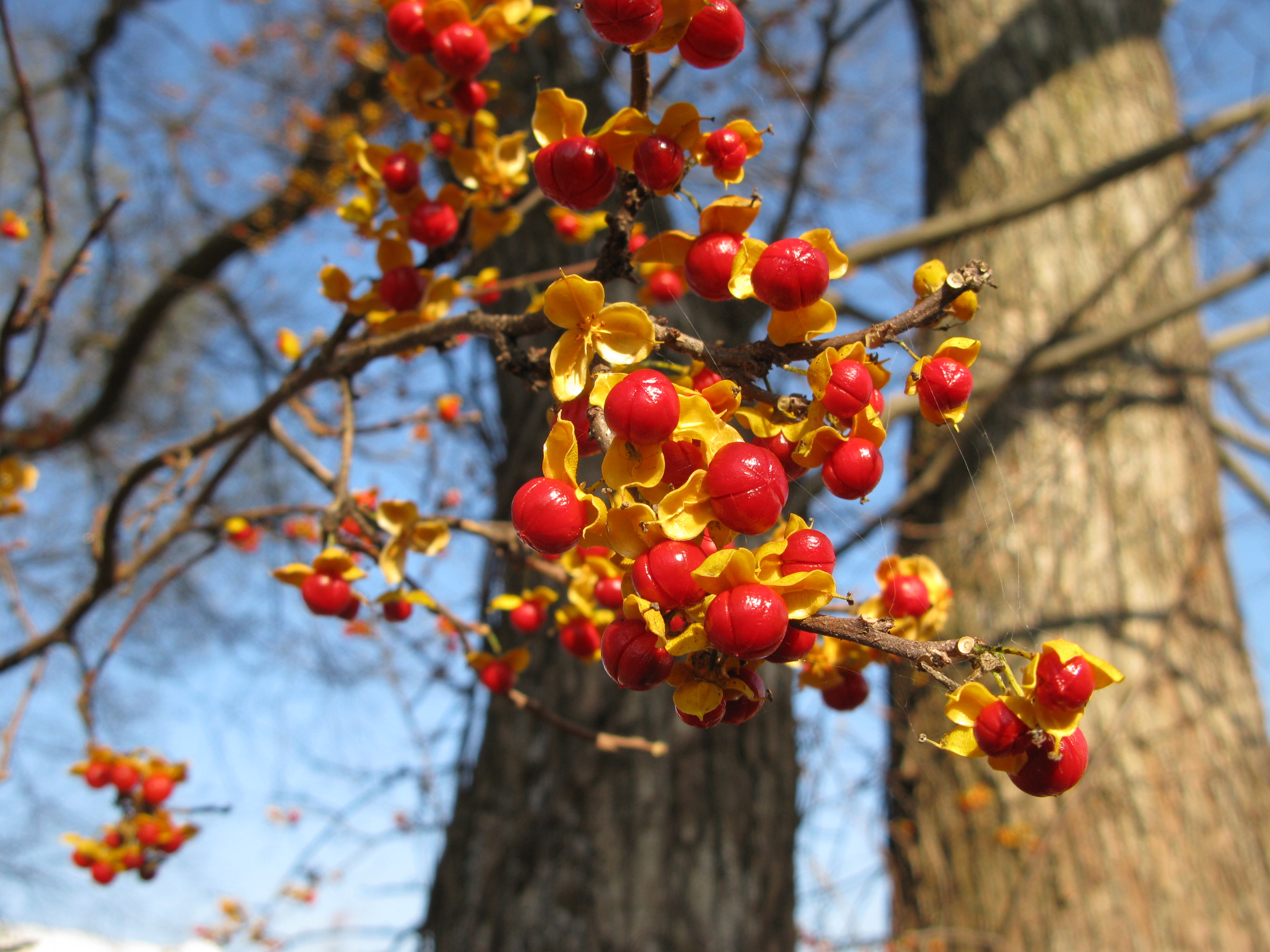
Gelbe Fruchtkapseln mit Samen

Die grünlichen Blüten sind meist zweihäusig diözisch verteilt und wachsen einzeln oder bis zu sieben in kurzen, 1 bis 3 Zentimeter langen, zymösen Blütenständen meist in den Blattachseln oder seltener an Zweigenden. Die funktionell eingeschlechtlichen, fünfzähligen Blüten mit doppelter Blütenhülle sind kurz gestielt. Es können zwittrige Blüten vorkommen. Männliche Blüten haben stumpf dreieckige Kelchblätter, die Kronblätter sind 3 bis 4 Millimeter lang, 2 bis 2,5 Millimeter breit, verkehrt-eiförmig bis elliptisch oder länglich. Der Diskus ist flach napfförmig, die Lappen sind flach mit stumpfem Ende. Die kurzen Staubblätter sind 2 bis 3 Millimeter lang, auch ist ein Pistillode vorhanden. Die Blütenkrone weiblicher Blüten ist kürzer als die der männlichen. Der Diskus ist fleischig. Die Staminodien sind sehr kurz. Der oberständige und dreikammerige Fruchtknoten ist beinahe kugelförmig, der kurze Griffel ist etwa 2 Millimeter lang, die Narbe ist deutlich dreifach gelappt, die Lappen sind leicht zweilappig. 
Als Früchte werden 8 bis 13 Millimeter große, rundliche, gelbe, dreiklappige und ledrige Kapseln mit Griffelresten gebildet. Die Samen sind 4 bis 5 Millimeter lang und 2,5 bis 3 Millimeter breit, leicht abgeflacht und rötlich-braun. Der umhüllende, fleischige Arillus ist rot.
Der Rundblättrige Baumwürger blüht von Mai bis Juni, die Früchte reifen von Juli bis Oktober.
Die Chromosomenzahl beträgt 2n = 46.

## Verbreitung und Standortansprüche
Das natürliche Verbreitungsgebiet liegt im gemäßigten Asien in der Mongolei, in Russland in der Region Primorje und auf Sachalin, in den chinesischen Provinzen Anhui, Gansu, Hebei, Heilongjiang, Henan, Hubei, Jiangsu, Jiangxi, Jilin, Liaoning, in der Inneren Mongolei, in Shaanxi, Shandong, Sichuan und Zhejiang, auf der Koreanischen Halbinsel und auf den japanischen Inseln Hokkaidō, Honshū, Kyushu und Shikoku. In Neuseeland und im Südosten der Vereinigten Staaten wurde die Art eingebürgert. Der Rundblättrige Baumwürger wächst in Mischwäldern, Waldrändern, Dickichten und auf Wiesenhängen auf mäßig trockenen bis frischen, schwach sauren bis alkalischen, mäßig nährstoffreichen Böden an sonnigen bis lichtschattigen, sommerkühlen und winterkalten Standorten. Die Art ist frosthart. Das Verbreitungsgebiet wird der Winterhärtezone 5a zugeordnet mit mittleren jährlichen Minimaltemperaturen von −28,8 bis −26,1 °C (−20 bis −15 °F).

### Eintrag auf der Unionsliste
Die Art ist Bestandteil der Liste invasiver gebietsfremder Arten von unionsweiter Bedeutung der EU. Erzeugern wurde jedoch eine Übergangsfrist bis zum 2. August 2027 eingeräumt. Ab diesem Zeitpunkt sind verpflichtend Maßnahmen zur Kontrolle der Art nötig. Ein- und Ausbringen, Befördern, Halten, Vermehren und Freisetzen sind damit verboten.
Die Pflanze befindet sich auf der Liste der gebietsfremden invasiven Pflanzen der Schweiz.

## Systematik
Der Rundblättrige Baumwürger (Celastrus orbiculatus) ist eine Art aus der Gattung der Baumwürger (Celastrus), in der sie der Untergattung Celastrus zugeordnet wird. Die Gattung wird der Familie der Spindelbaumgewächse (Celastraceae) zugerechnet, in der sie der Unterfamilie Celastroideae zugeordnet wird. Die Art wurde von Carl Peter von Thunberg 1784 erstmals wissenschaftlich beschrieben. Der Gattungsname Celastrus wurde schon vor Linné für verschiedene immergrüne Arten verwendet und leitet sich vom griechischen kelastra für einen immergrünen Baum ab. Das Artepitheton orbiculatus stammt aus dem Lateinischen und bedeutet „kreisrund“. Es bezieht sich auf die Form der Blattspreiten. Ein Synonym der Art ist Celastrus articulatus Thunb.
Es werden zwei Varietäten unterschieden, neben Celastrus orbiculatus var. orbiculatus noch Celastrus orbiculatus var. punctatus (Thunb.) Rehder mit schwächerem Wuchs, kleineren Blättern und eiförmig-elliptischen bis länglich-elliptischen Blattspreiten. Das Verbreitungsgebiet der Varietät liegt in Ostasien.

## Verwendung
Der Rundblättrige Baumwürger wird häufig wegen der dekorativen Früchte und der bemerkenswerten Herbstfärbung als Zierstrauch verwendet. Er dient auch als Bienenweide. Die Früchte werden im Nordosten und Norden Chinas in der traditionellen Medizin eingesetzt. Die Rinde wird zur Herstellung feiner Fasern verwendet, die Samen haben einen Ölanteil von 50 %.